# Henotesia angulifascia
Henotesia angulifascia är en fjärilsart som beskrevs av Butler 1879. Henotesia angulifascia ingår i släktet Henotesia och familjen praktfjärilar. Inga underarter finns listade i Catalogue of Life.